# イオ (衛星)
イオ (Jupiter I Io) は、木星の第1衛星である。4つのガリレオ衛星の中で最も内側を公転する衛星である。太陽系の衛星の中で4番目に大きく、また最も高密度の衛星である。太陽系の中で最も水を含む割合が少ない天体でもあり、多くの活火山をもつ衛星として知られている。1610年に発見され、ギリシア神話に登場する女神イーオーに因んで命名された。
イオには400個を超える火山があり、太陽系内で最も地質学的に活発な天体である。この極端な地質活動は、木星と他のガリレオ衛星であるエウロパ、ガニメデとの重力相互作用に伴うイオ内部での潮汐加熱の結果である。いくつかの火山は硫黄と二酸化硫黄の噴煙を発生させており、その高さは表面から 500 km にも達する。イオの表面には100以上の山も見られ、イオの岩石地殻の底部における圧縮によって持ち上げられ形成されたと考えられる。これらのうちいくつかはエベレストよりも高い。大部分が水の氷からなる大部分の太陽系遠方の衛星とは異なり、イオの主成分は岩石であり、溶けた鉄もしくは硫化鉄の核を岩石が取り囲んだ構造をしている。イオの表面の大部分は、硫黄と二酸化硫黄の霜で覆われた広い平原からなっている。
イオの火山活動は表面の独特の特徴を生み出している。イオの火山噴出物と溶岩流は表面の様相を大きく変化させ、黄、赤、白、黒と緑の微妙な色彩で彩っている。これらの多くは硫黄の同素体と硫黄化合物からなっている。また、長さが 500 km 以上にもおよぶ多数の溶岩流が表面に見られる。この火山活動によって生成される物質が、イオの薄く不完全な大気と木星の磁気圏を作り上げている。イオの火山噴出物は木星の周りの大きなプラズマトーラスを形成している。
イオは17世紀と18世紀における天文学の発展において大きな役割を果たした。イオは1610年1月にガリレオ・ガリレイによって、他のガリレオ衛星と共に発見された。この発見は地動説を後押しし、ケプラーの法則の発展につながり、さらにはオーレ・レーマーによる光速度の初めての具体的な測定にもつながった。地球からは、19世紀後半から20世紀初頭にかけてはイオは点として観測されていたにとどまったが、その後は暗い赤い極域や明るい赤道領域などの大規模な表面の特徴が分解できるようになった。1979年にはボイジャー計画によって2つの探査機による観測が行われ、多数の火山活動や大きな山、明確な衝突クレーターが見られない若い表面など、地質学的に活発な姿が明らかになった。ガリレオ探査機は1990年代と2000年代初頭に数回の近接フライバイを行い、イオの内部構造と表面組成に関するデータを取得している。これらの探査機は、イオと木星の磁気圏の関連も明らかにし、イオの軌道を中心とする高エネルギーの放射線帯の存在も発見した。イオは1日あたり 36 Sv もの電離放射線を受けている。
その後、2000年には探査機カッシーニ、2007年には冥王星探査機ニュー・ホライズンズ、2017年以降はジュノーによるさらなる観測が行われ、並行して地上望遠鏡やハッブル宇宙望遠鏡による観測も行われている。

## 発見

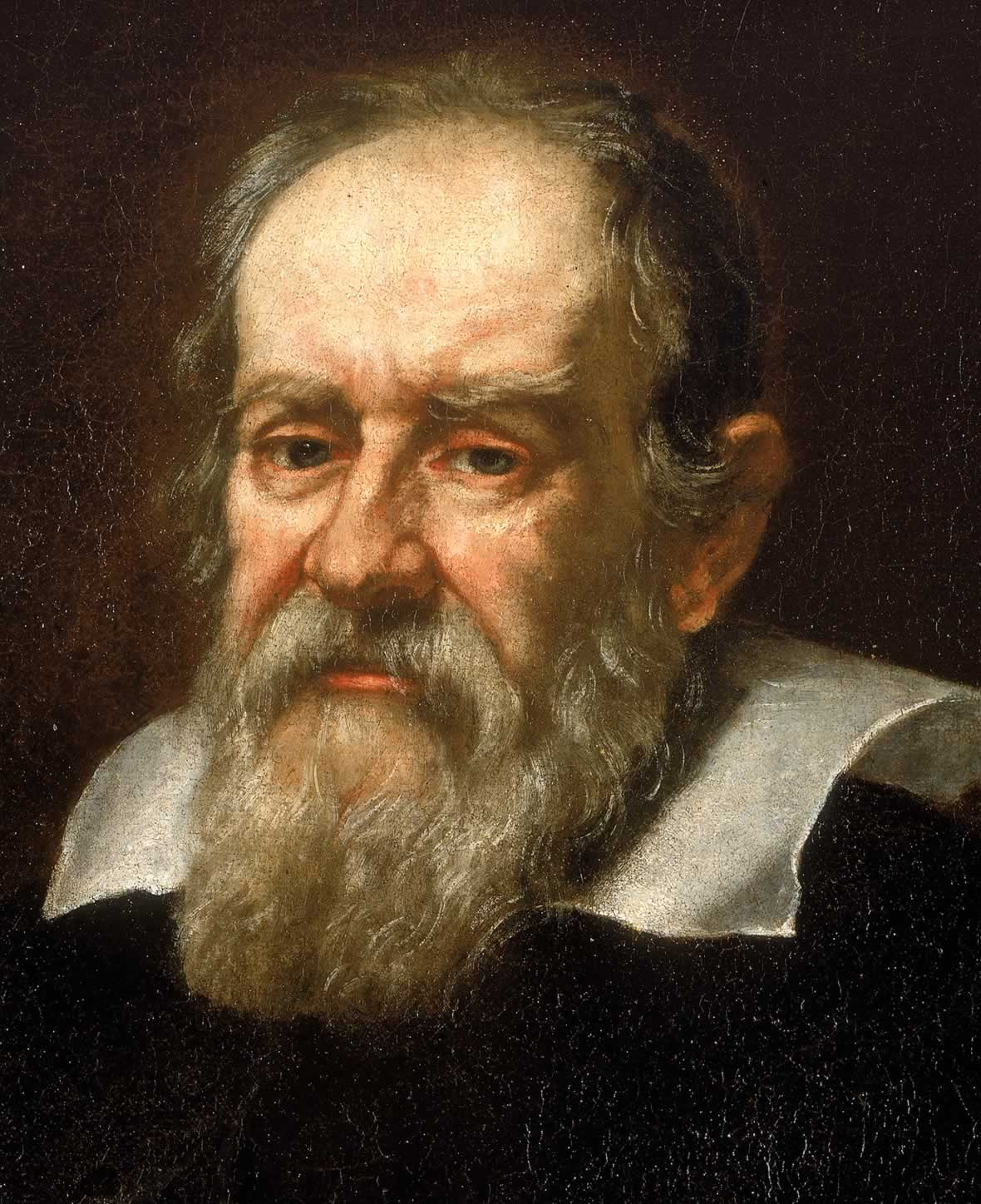
イオの発見者であるガリレオ・ガリレイ

イオは1610年1月7日に、ガリレオ・ガリレイがパドヴァ大学においてガリレオ式望遠鏡を用いて発見した。しかしその観測では望遠鏡の性能不足のため、ガリレオはイオとエウロパを区別することが出来ず、両者は1つの光点として記録された。ガリレオがイオとエウロパを別々の天体として観測したのは翌日の1610年1月8日のことであり、この日付が国際天文学連合 (IAU) に発見日として認められている。イオとその他のガリレオ衛星の発見は、1610年3月の『星界の報告』で発表された。
1614年にシモン・マリウスが出版した『Mundus Jovialis』の中で、マリウスはガリレオの発見より1週間前の1609年にイオとその他のガリレオ衛星を発見したと主張した。ガリレオはこの主張を疑い、マリウスのこの著作は盗作であるとして退けた。マリウスの観測記録はユリウス暦の1609年12月29日から始まっており、これはガリレオが用いていたグレゴリオ暦では1610年1月8日にあたる。ガリレオがマリウスより先に発見を発表していることから、ガリレオが発見者として記録されている。

## 命名

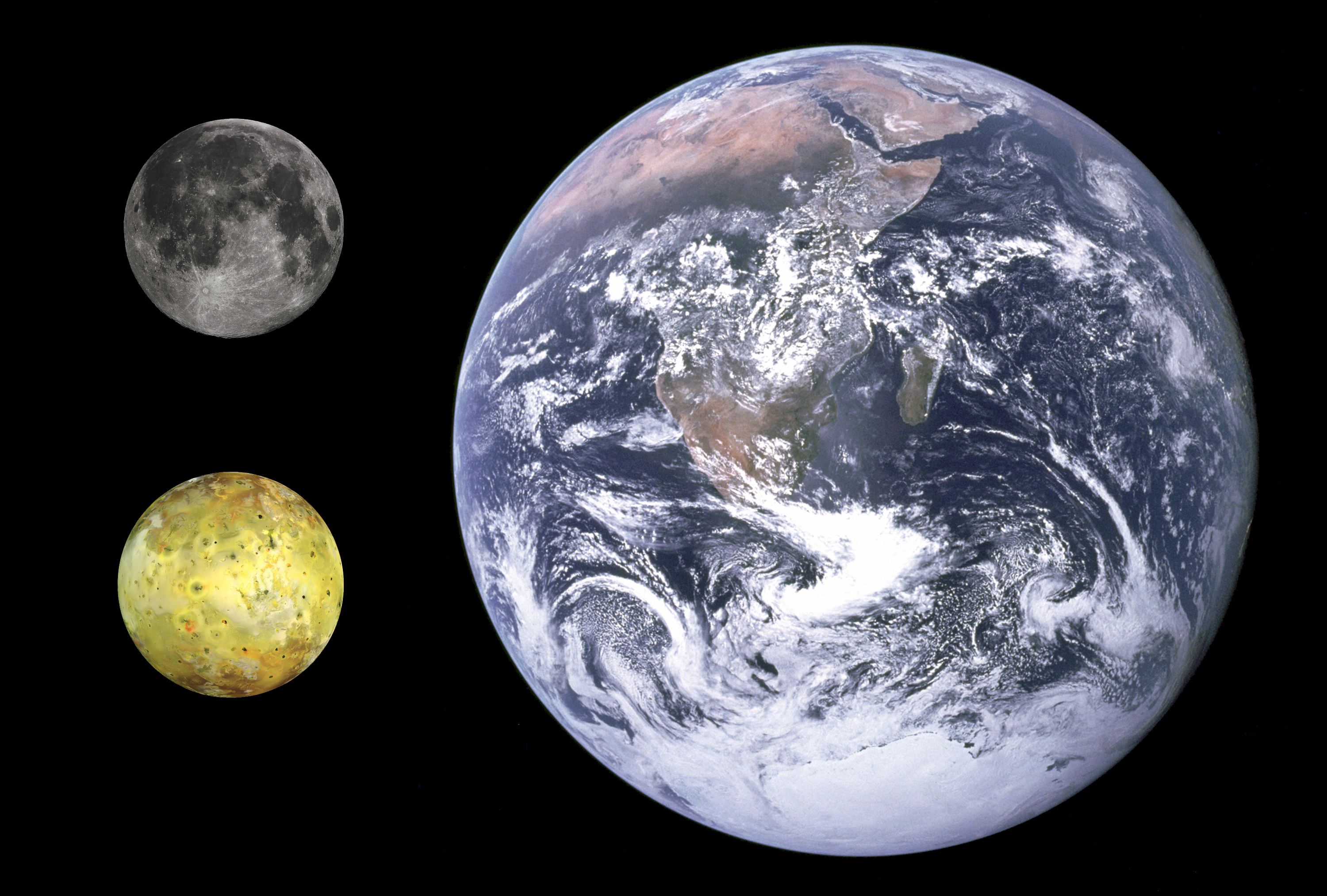
イオ (左下) と月 (左上) と地球のサイズの比較。

シモン・マリウスはガリレオ衛星の発見者とは認められなかったものの、彼がガリレオ衛星に対して提案した名称は採用されている。彼は1614年の出版物 Mundus Iovialis anno M.DC.IX Detectus Ope Perspicilli Belgici の中でガリレオ衛星の最も内側のものにいくつかの名前を提案しており、その中には「木星の水星 (The Mercury of Jupiter)」や「木星の一番目の惑星 (The First of the Jovian Planets)」というものもあった。1613年のヨハネス・ケプラーの助言に基づき、彼はギリシア神話のゼウスや、それに相当するローマ神話のユーピテルの愛人から名前を与えることを考案した。彼は木星の最も内側の大衛星に対し、ギリシア神話の登場人物であるイーオーに因んで名前を与えた。マリウスが提案した名前は20世紀中頃までは広く受け入れられていなかった。初期の天文学の文献の多くでは、イオは一般にローマ数字を用いて Jupiter I と表記されたり (これはガリレオが導入した表記である)、あるいは「木星の一番目の衛星」と表記された。
なお、同名の小惑星イオも存在する。
イオ表面の地形は、イオの神話の人物や場所、様々な神話における火や火山、太陽、雷の神、そしてダンテの『神曲』の人物や場所など、その火山性の表面にふさわしい名前が付けられている。ボイジャー1号によって表面の近接画像が初めて得られて以降、国際天文学連合はイオの火山や山、平野や大きなアルベドの特徴に対して、225の名称を承認している。承認されたイオの火山性の地形の中には、「パテラ」(火山性凹地)、「フルクトゥス」(溶岩流)、活火山 (特定の火山において、噴火活動が最初の火山活動の兆候であったもの) などがある。命名された山、平原、層状の地形、楯状火山は、それぞれ名称に mons、mensa (テーブル)、planum、tholus (ロタンダ) を含んでいる。明るいアルベドを持つ領域は regio という用語が使用されている。命名された地形の例としては、プロメテウス火山、パン卓状台地 (Pan Mensa) などがある。
日本と関連したものには、日本神話に由来するアマテラス・パテラ、ヒルコ・パテラ、スサノオ・パテラ、マスビ・フルクトゥス、不動明王（アチャラ・ナータ）に由来するアチャラ・フルクトゥス、アイヌの神話に由来するフチ・パテラ、日本語に由来するカミナリ・パテラ、ライデン・パテラ、センゲン・パテラがある。

## 観測の歴史

### 発見から探査機による観測以前
発見されてから250年ほどの間は、イオは望遠鏡で5等級の点として観測される天体のままであった。17世紀の間にイオやその他のガリレオ衛星は、経度の決定する初期の手法、ケプラーの第三法則の検証、木星と地球の間を光が進むのに必要な時間の決定など、様々な目的を果たすために用いられた。天文学者のジョヴァンニ・カッシーニらによって作成された天体暦に基づき、ピエール＝シモン・ラプラスはイオ、エウロパ、ガニメデの共鳴軌道を説明するための数学理論を構築した。この共鳴はのちにこれら3つの衛星の地質に大きな影響を及ぼすことが判明した。
19世紀後半から20世紀にかけての望遠鏡技術の進歩により、天文学者はイオの大規模な表面の特徴を光学的に分解できるようになった。1890年代に、エドワード・エマーソン・バーナードがイオの赤道領域と極領域の明るさに違いがあることを初めて観測した。バーナードと同期の天文学者であるウィリアム・ヘンリー・ピッカリングはイオが卵状の形状をしていると解釈し、バーナードも初めは2つの分離した天体からなると考えていたが、後に2つの領域で色とアルベドが異なることが原因であると正しく解釈した。後の望遠鏡観測で、イオの明確な赤茶色の極域と、黄白色の赤道帯が確認された。
20世紀中盤の望遠鏡観測では、イオの異様な性質が明らかになり始めた。分光観測からは、他のガリレオ衛星とは異なり表面に水が全く存在していないことが示唆された。同じ観測では、表面はナトリウム塩と硫黄からなる揮発性物質が占めていることが示唆された。電波望遠鏡観測では、イオの軌道周期と結びついたデカメートル波の波長でのバーストなどに見られるような、木星の磁気圏にイオが及ぼす影響も明らかになった。

### パイオニア
イオを通過した初めての探査機は、パイオニア計画のパイオニア10号と11号であり、それぞれ1973年12月3日と1974年12月2日にイオ付近を通過した。電波追跡によりイオの質量の推定値が改善され、そのサイズに関する情報からイオがガリレオ衛星の中で最大の密度を持つこと、また水氷ではなく主に珪酸塩の岩石からなることが示唆された。パイオニアはさらに薄い大気の存在と、イオの軌道付近の強い放射線帯の存在を明らかにした。両探査機で得られた画像のうち、パイオニア11号に搭載されたカメラによって撮影された北極領域の画像のみが良質のものであった。近接画像はパイオニア10号の接近の際にも撮影することが予定されていたが、これらは高放射線環境のせいで失われてしまった。

### ボイジャー

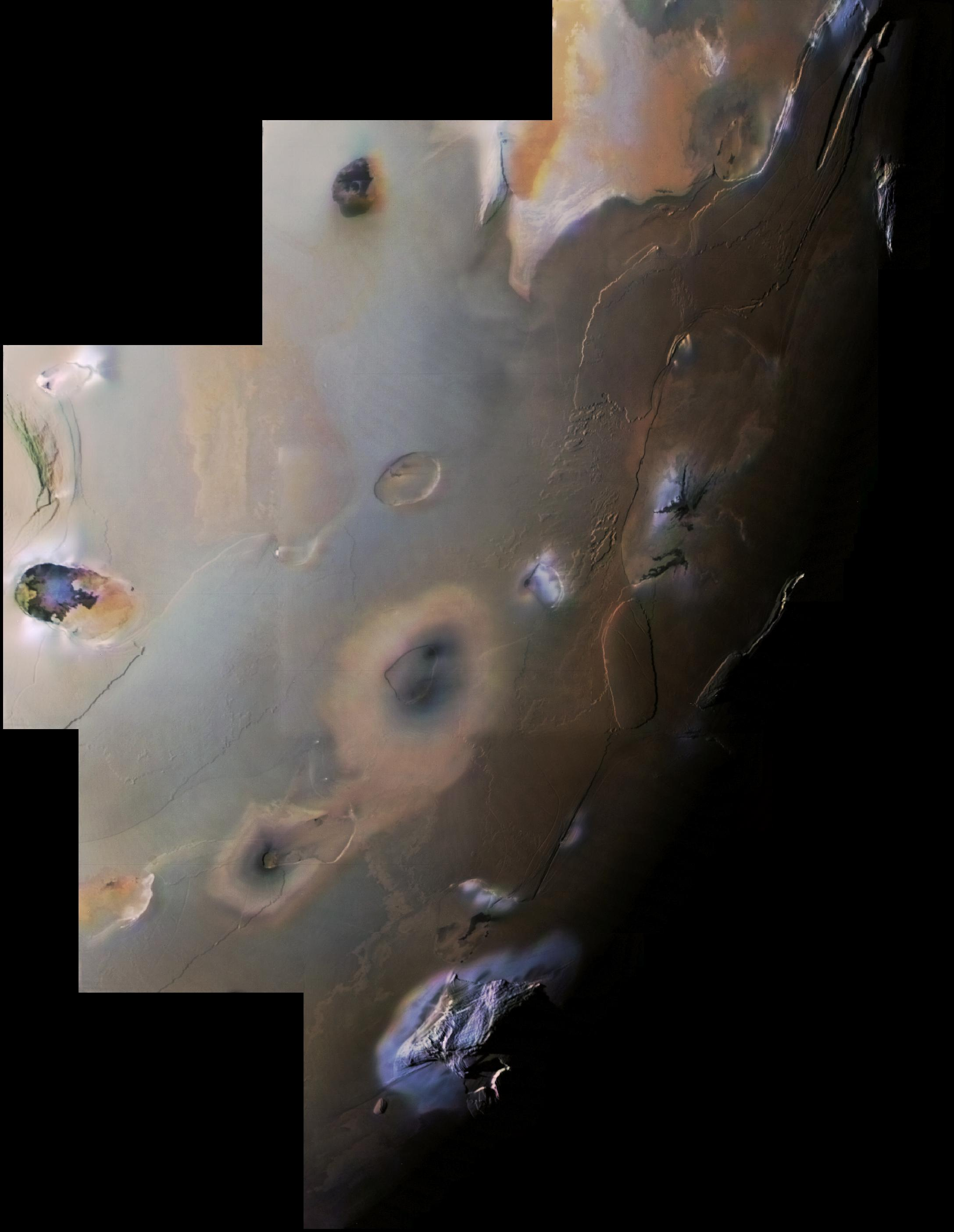
ボイジャー1号によるイオの南極領域のモザイク写真。画像中にはイオで最も標高が高い10の山のうち2つが写っている。上の左端のエヴィア山脈 (Euboea Montes) と下部のハエムス山脈 (Haemus Montes) である。

ボイジャー計画による2つの探査機ボイジャー1号と2号が1979年にイオを通過した際は、進化した撮像システムによってさらに詳細な画像が得られた。ボイジャー1号は1979年3月5日に 20,600 km の距離を通過した。接近の最中に送信された画像からは、奇妙な、多色に彩られた衝突クレーターのない風景が明らかになった。最も高い解像度の画像では、奇妙な形状の穴、エベレスト山よりも高い山々、溶岩流に似た地形を持つ、比較的若い表面が見られた。
近接遭遇の直後に、ボイジャーのナビゲーションエンジニアである Linda A. Morabito は、画像の1つに表面から噴出する噴煙に気が付いた。ボイジャー1号が撮影したその他の画像を解析したところ、表面に散在する同様の噴煙が9つ発見され、イオは活発な火山活動を起こしていることが明らかになった。この結果は、ボイジャー1号の接近の直前に発表された、Stan Peale, Patrick Cassen, と R. T. Reynolds による論文の中で予測されていた。Peale らは、イオの内部はエウロパ、ガニメデとの軌道共鳴によって引き起こされる大きな潮汐加熱を経験するということを計算していた。このフライバイで取得されたデータは、イオの表面は硫黄と二酸化硫黄の霜で覆われていることを示した。これらの化合物はイオの薄い大気の成分でもあり、またイオの軌道を中心としたプラズマトーラスの成分でもある。
ボイジャー2号は1979年7月9日に 1,130,000 km の距離を通過した。ボイジャー1号ほどは接近しなかったものの、両探査機で撮影された画像を比較することで、4ヶ月の間に表面の様子がいくらか変化している様子を見ることができた。さらに、ボイジャー2号が木星系を離れる際に三日月状に太陽光が当たるイオの観測からは、3月に観測された9つの噴煙のうち7つは1979年7月の段階で活動しており、ペレ火山だけが2機のフライバイの間に活動を停止したことが明らかになった。

### ガリレオ

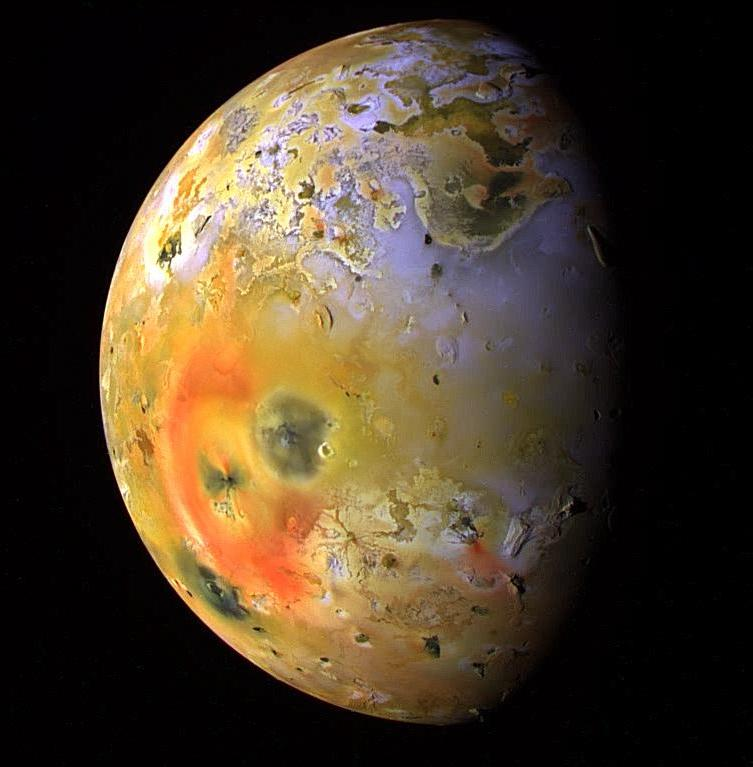
色を強調したガリレオの画像では、ピッラン火口 (Pillan Patera) が1997年に起こした大噴火によって形成された暗いスポットが見える。暗いスポットは、ペレ火山による硫黄の短鎖同素体による赤いリング模様の一部を覆っている。

ガリレオ探査機は、地球から6年の歳月をかけて1995年に木星に到達し、ボイジャーの2機の観測や、それ以降に地上から行われた観測による発見の追跡調査を行った。イオは木星の最も強力な放射線帯のうちのひとつの中に位置しているため長期にわたる近接フライバイは行われなかったが，木星系を探査する2年間の主要ミッションのための軌道に入る直前にイオに接近した。1995年12月7日の近接フライバイの際には画像は撮影しなかったが、内部太陽系の岩石惑星に見られるのに似た大きな鉄の核の発見などの重要な成果が得られた。
接近画像を取得しなかったことや、データの送信に大きな制限を与えた機器の異常などの影響はあったものの、ガリレオの主要ミッションの間にいくつかの重要な発見がなされた。ガリレオはピッラン火口での大きな噴火の影響を観測し、火山噴火はマグネシウムが豊富な苦鉄質と超苦鉄質岩の珪酸塩のマグマからなることを確認した。イオの遠方からの撮影は主要ミッション中のほぼ全ての軌道で得られ、多数の活発な火山 (表面で冷却するマグマからの熱放射と火山の噴煙の両方)、形状が大きく異なる多数の山、およびボイジャーが観測した時期とガリレオの時期やガリレオミッション中でのいくつかの表面の変化の存在が明らかになった。
ガリレオのミッションは1997年と2000年の二度にわたって延長された。これらの延長ミッションの最中に、ガリレオによるイオへの接近は1999年後半に3回、2000年前半、2001年後半に3回、2002年前半に行われた。これらの接近での観測では、イオの火山と山で発生する地質学的プロセスを明らかにし、磁場の存在を否定し、火山活動の規模を示した。2000年12月には、カッシーニが土星に向かう最中に木星系に遠方かつ短時間の接近を行い、ガリレオとの共同観測が実現した。これらの観測では、トゥワシュトラ火口 (Tvashtar Paterae) における新しい噴煙が明らかになり、イオのオーロラについての知見も得られた。

### その後の観測

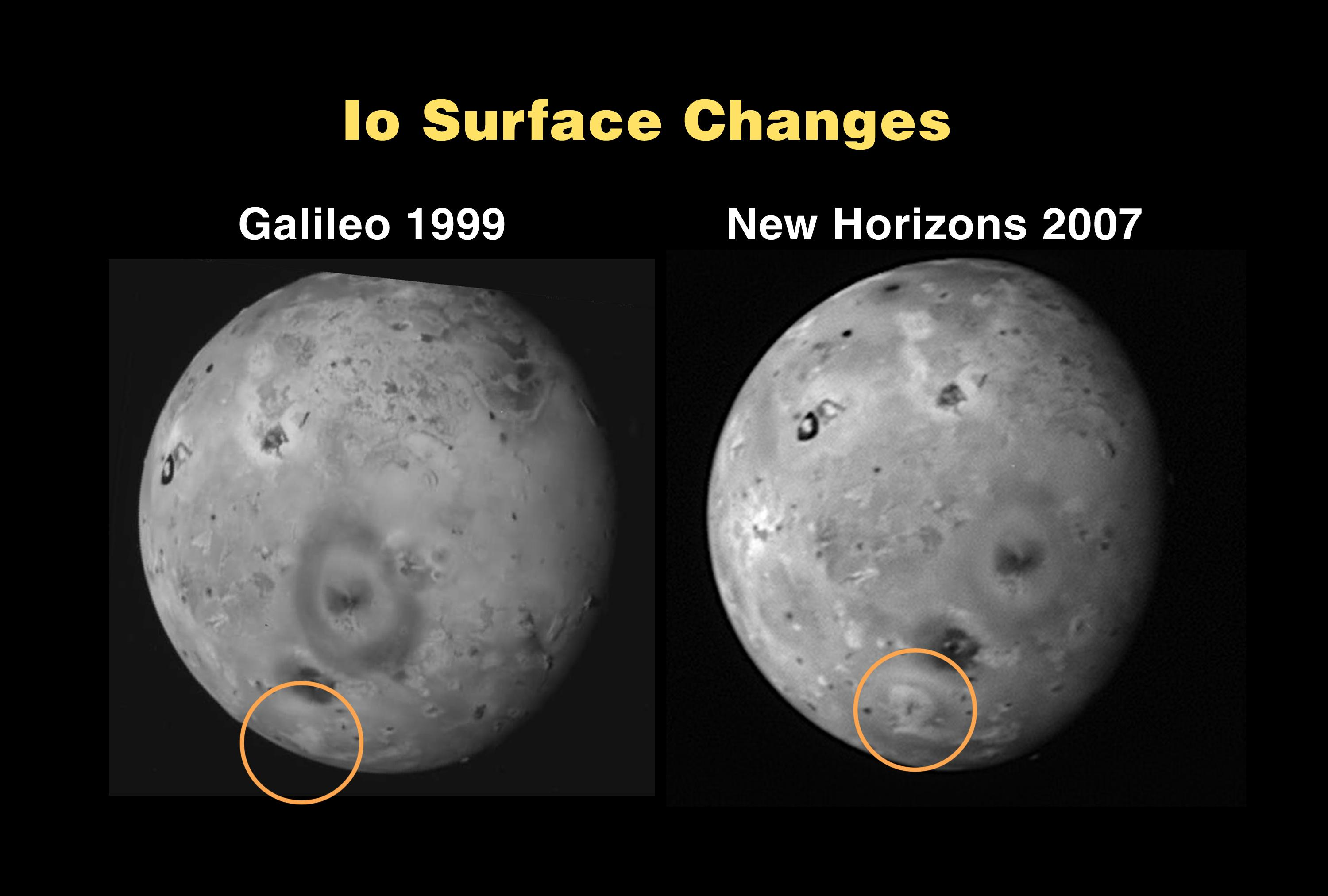
ガリレオとニュー・ホライズンズの観測の8年間における表面の特徴の変化。

2003年にガリレオ探査機が計画的に木星大気に突入してミッションが終了した後は、イオの火山活動の新しい観測は地上望遠鏡から行われた。特に、ハワイのケック望遠鏡での補償光学を用いた撮像とハッブル宇宙望遠鏡での撮像により、天文学者はイオの活発な火山をモニターすることが出来た。この撮像観測により、木星付近にまで探査機を送り込まずとも、科学者たちはイオの火山活動を監視することが出来た。

#### ニュー・ホライズンズ
ニュー・ホライズンズは冥王星とエッジワース・カイパーベルトに向かう途上で、2007年2月28日に木星系を通過した。この遭遇の最中に、遠方からのイオの観測が多数行われた。この時の画像の中にはトゥワシュトラ火口における大きな噴煙も含まれており、1979年のペレ火山の噴煙の観測以来初めてとなる、イオの最大級の火山噴火の詳細な観測が行われた。ニュー・ホライズンズはギッル火口 (Girru Patera) 付近の噴火の初期段階の画像も取得しており、ガリレオの観測以降に発生したいくつかの火山噴火も捉えている。

### 進行中および将来の計画
木星系の探査ミッションには、進行中のものが1つ、間近に迫ったものが1つある。2011年8月5日に打ち上げられたジュノーは撮影能力は限られているものの、赤外線オーロラマッピング装置 JIRAM を用いてイオの火山活動をモニターすることができる。
Jupiter Icy Moon Explolerは欧州宇宙機関によって計画されているミッションで、最終的にはガニメデの周回軌道に入ることが予定されている。JUICE は2022年に打ち上げ、2030年1月に木星に到達することが予定されている。JUICE はイオをフライバイする予定はないが、ガニメデ周回軌道へ投入する前の2年間の木星周遊段階では、狭角カメラなどの搭載した機器を用いてイオの火山活動をモニターし、表面組成を測定することが予定されている。
Io Volcano Observer (IVO) はディスカバリー計画として提案されている2021年打ち上げ予定のミッションである。2026年から開始する木星周回軌道でのミッションにおいて、複数回のイオのフライバイを行うことが計画されている。

## 軌道と自転

イオ、エウロパとガニメデのラプラス共鳴のアニメーション。

イオは木星の中心から 421,700 km の距離を公転しており、木星の雲頂からの距離は 350,000 km である。ガリレオ衛星の中では最も内側を公転しており、軌道はテーベとエウロパの間にある。木星の木星内部衛星群を含むと、内側から5番目の衛星である。木星の周りをおよそ42.5時間かけて1周している (1晩の観測でその動きが観測できるほど速い)。
イオはエウロパと 2:1 の平均運動共鳴を起こしており、またガニメデとは 4:1 の平均運動共鳴を起こしている。そのためイオが木星を2周する間にエウロパは1周し、イオが4周する間にガニメデは1周する。この関係はラプラス共鳴と呼ばれる。この共鳴によってイオの軌道離心率は0.0041に保たれており、地質学的活動を起こす主要な熱源となっている。この強制的な軌道離心率が無ければ、イオの軌道は潮汐力によって円軌道化され、地質学的に不活発な天体になるだろう。
他のガリレオ衛星や月と同様に、イオの自転は公転周期と同期しており、同じ面を木星に向け続けている。この同期性を元にイオの経度系が定義されている。イオの本初子午線は、木星直下点で赤道と交差するように定義されている。常に木星を向いている面は sub-Jovian hemisphere (木星に面する半球) と呼ばれ、反対側は anti-Jovian hemisphere (木星から見て反対側の半球) と呼ばれる。常にイオが公転する方向を向いた側は leading hemisphere (先行半球)、常に公転する方向の逆を向いた側は trailing hemisphere (後行半球) として知られている。
イオの表面からは、木星の視直径は 19.5° に見える。これは地球から見た月の見かけの大きさの39倍である。

## 木星磁気圏との相互作用

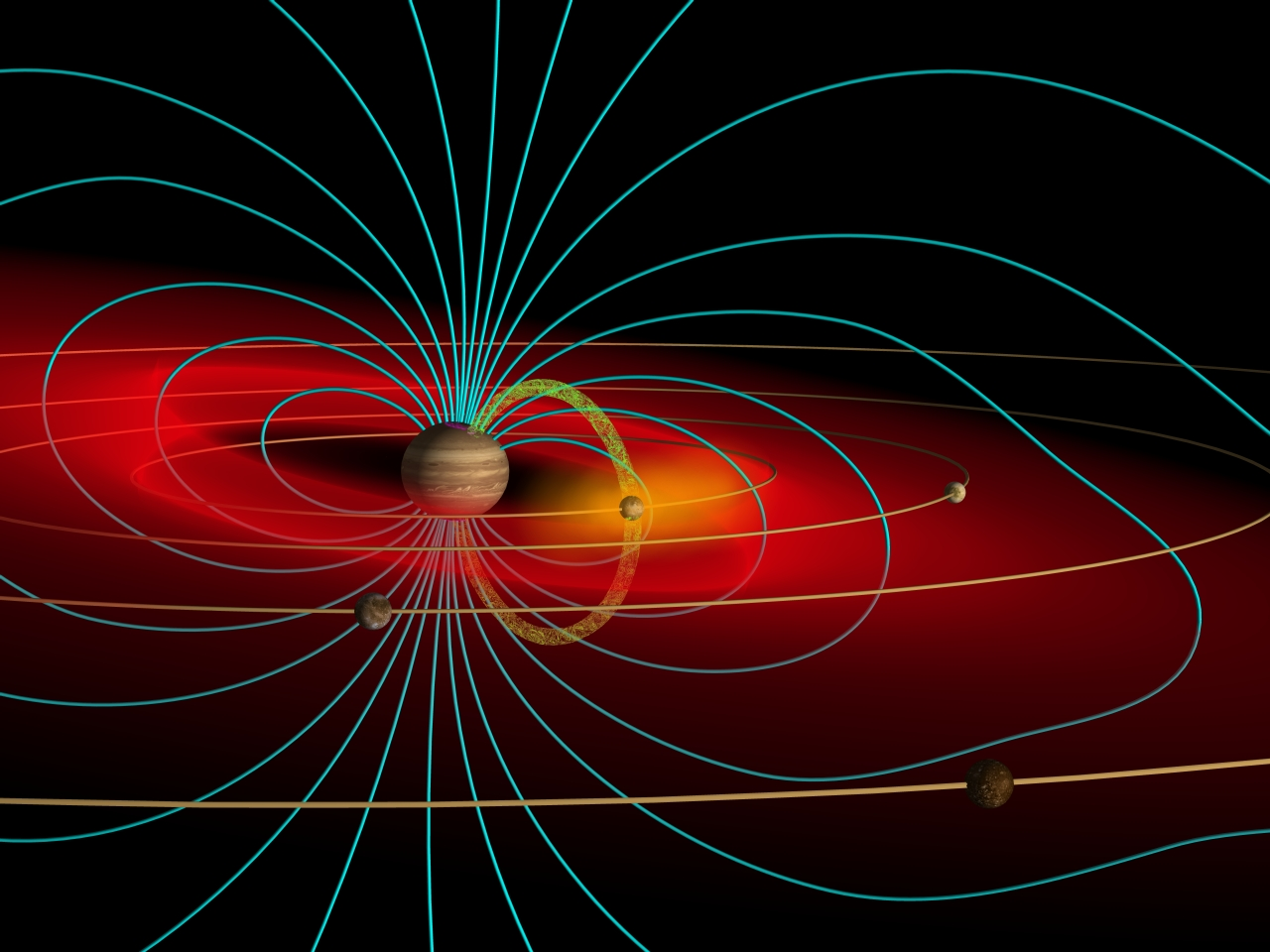
木星の磁気圏とイオ (画像中央) に影響される成分の模式図。プラズマトーラス (赤)、中性物質の雲 (黄色)、磁束管 (緑)、磁力線 (青) が描かれている。

イオは木星の磁気圏を形作る上で重要な役割を果たしている。イオは 400,000 ボルトもの電圧の発電機として働き、300万アンペアの電流を生成し、木星に磁気圏を2倍以上の大きさに膨張させるイオンを放出する。木星の磁気圏はイオの薄い大気からのガスとダストを掃き集めており、その量は1秒あたり1トンにもおよぶ。この物質は大部分がイオンか原子状の硫黄、酸素と塩素、原子状のナトリウムやカリウム、分子状の二酸化硫黄と硫黄、そして塩化ナトリウムの塵である。これらの物質はイオの火山活動に起源を持つものだが、木星の磁気圏に散逸し惑星間空間にやってくる物質はイオの大気から直接来るものである。これらの物質は、その電離状態や組成に依存するが、最終的に様々な中性物質の雲や木星磁気圏内の放射線帯に到達し、場合によってはその後木星系から放出されることもある。
表面からイオ半径の6倍程度の距離までに広がりイオを取り囲んでいるのは、中性の硫黄、酸素、ナトリウム、カリウム原子の雲である。これらの粒子はイオの高層大気に起源を持ち、プラズマガストーラス中のイオンとの衝突によって励起され、その他の過程によってイオのヒル球 (イオの重力が木星の重力を上回る領域) を満たしている。この物質の一部はイオの重力を振り切って木星を周回する軌道に入る。20時間かけてこれらの粒子はイオから拡散してバナナ型の中性雲を形成し、この構造はイオの軌道の内側ではイオの前方に向かって、イオの軌道の外側ではイオの後方に向かって、木星半径の6倍の距離にまで広がる。これらの粒子を励起する衝突過程は、時々プラズマトーラス中のナトリウムイオンに電子を供給して再結合し、これによって生成された新しい高速の中性粒子はトーラスから除去される。これらの粒子は 70 km/s 程度の速度を得て (イオの軌道速度は 17 km/s である)、イオから遠ざかるジェットとして放出される。
イオは、イオプラズマトーラスとして知られる強い放射線帯の中を公転している。この電離した硫黄、酸素、ナトリウム、塩素のドーナツ型の環にあるプラズマは、イオを取り囲む「雲」の中にある中性原子が電離され木星の磁気圏によって運ばれる際に発生する。中性の雲の中にある粒子とは異なり、これらの粒子は木星の磁気圏と共回転し、木星の周りを 74 km/s で公転する。木星磁場の他の部分と同様にプラズマトーラスは木星の赤道面 (そしてイオの軌道面) に対して傾いているため、イオはある時はプラズマトーラスの中心より上にあり、ある時は下にある。先述の通りこれらのイオンは高速で高エネルギーであるため、イオの大気や広がった中性雲から中性原子や分子を除去する働きがある。
トーラスは3つの区分から成り立っている。1つ目はイオの軌道のすぐ外側にある「温かい」トーラスである。2つ目は「リボン」として知られる垂直方向に広がった領域で、木星からイオまでの距離に位置しており、中性物質の起源と冷却するプラズマからなる。3つ目は「冷たい」トーラスで、木星へ向かって徐々にらせん状に落下していく粒子からなる。「温かい」トーラス内の粒子はトーラス内に平均で40日とどまった後に脱出し、木星の異常に大きい磁気圏の部分的な原因となり、外向きの圧力で磁気圏を内部から膨張させている。イオからの粒子は磁気圏プラズマの変動として検出され、これはニュー・ホライズンズによって非常に長い磁気圏尾として検出された。プラズマトーラス内の同じような変動を研究するためには、それが放射する紫外線を測定するという方法もある。このような変動は、プラズマトーラス内の物質の究極的な源であるイオの火山活動とは明確には結び付いていないものの、中性ナトリウムの雲を介して関連している。
探査機ユリシーズが1992年に木星に接近した際、木星系から放出されるダストサイズの粒子の流れを検出している。離散した流れの中にあるダストは数百 km/s 以上の速度で木星から遠ざかっており、粒径の平均は 10 µm で、塩化ナトリウムが主成分であった。ガリレオ探査機によるダストの測定では、これらのダストの流れはイオが起源であることが示されたが、どのように形成されたのか、イオの火山活動が起源なのかあるいは表面から除去された物質が起源なのかについては明らかになっていない。
イオを横切っている木星の磁力線は磁束管として知られる電流を生み出して、イオの大気および中性雲と、木星の極域の高層大気を結合している。この電流は、"Io footprint" (イオの足跡) として知られている木星の極域でのオーロラ発光や、イオの大気でのオーロラを生み出している。このオーロラ相互作用による粒子は可視光の波長で木星の極域を暗く見せる。地球と木星に対するイオとそのオーロラの足跡の位置は、地球から見たときの木星電波放射に強い影響を与える。イオが見えている時は、木星からの電波は大幅に増加する。現在木星を公転する軌道に入るジュノーは、この過程を明らかにする観測を行っている。イオの電離圏を横切らなかった木星の磁力線も電流を誘導し、イオの内部に誘導磁場を生成する。イオの誘導磁場は、表面から 50 km 下にある部分的に溶融した珪酸塩マグマの中で発生すると考えられている。同様の誘導磁場はガリレオ探査機によって他のガリレオ衛星にも発見されており、これらの衛星内部の液体の水の海で発生している。

## 地質
イオは地球の衛星である月よりわずかに大きい。平均半径は 1821.3 km と月より 5% だけ大きく、質量は 8.9319×1022 kg と月より 21% 重い。わずかに楕円体の形状をしており、長軸を木星の方向に向けている。ガリレオ衛星の中では質量・半径は共にガニメデとカリストに劣るものの、エウロパは上回っている。

### 内部

イオの内部組成のモデル。

イオの主成分は珪酸塩の岩石と鉄であり、水の氷と珪酸塩岩石の混合物が主成分である太陽系遠方の他の衛星とは異なり、全体の組成は地球型惑星に近い。イオの密度は 3.5275 g/cm3 であり、太陽系のどの衛星よりも高密度である。ガリレオ衛星、特に密度がおよそ 1.9 g/cm3 であるガニメデとカリストと比べると際立って高い。また月の密度である 3.344 g/cm3 をわずかに上回る。ボイジャーとガリレオによるイオの質量、半径、四重極重力係数 (天体内部で質量がどう分布しているかに関係する数値) の測定に基づくモデルでは、内部は岩石豊富な地殻とマントル、鉄もしくは硫化鉄が豊富な核に分化していることが示唆されている。イオの金属核は質量のおよそ 20% を占める。核に含まれる硫黄の量に依存するが、核がほとんど鉄でできていた場合は半径が 350〜650 km、鉄と硫黄の混合物で出来ていた場合は 550〜900 km と推定されている。ガリレオの磁気センサでは内部のイオの固有磁場を検出することが出来ず、核は対流を起こしていないことが示唆された。しかしその後のデータの再解析では磁場があることが示されている。
イオの内部組成のモデルでは、マントルは少なくとも 75% がマグネシウム豊富な苦土橄欖石で出来ており、全体の組成はL型普通コンドライトやLL型普通コンドライトの隕石と似ていることが示唆されている。ケイ素に対する鉄の量は月や地球よりは大きいが、火星よりは小さい。イオで観測された熱流を説明するためイオのマントルは 10〜20% が溶けていると考えられるが、高温の火山活動が観測されている領域では溶融率は高い可能性がある。しかし2009年に行われたガリレオ探査機の磁気センサデータの再解析では、イオに誘導磁場が存在することが明らかになり、これを説明するためには表面から 50 km 下にマグマオーシャンが存在している必要がある。2011年に発表されたさらなる解析では、このようなマグマオーシャンの直接証拠が得られた。この層は厚さ 50 km で、イオのマントルのおよそ 10% を占めると推定されている。マグマオーシャンの温度は 1200 ℃ に達すると推定されている。イオのマントルの 10〜20% が部分的に溶融しているという事が、マグマオーシャンにおける溶融した珪酸塩の必要量と矛盾しないかどうかは分かっていない。玄武岩とイオの火山活動による硫黄の堆積物からなるイオのリソスフェアは、少なくとも 12 km の厚みを持ち、また 40 km よりは薄い。

### 潮汐加熱
放射性同位体の崩壊熱が主な内部熱源である地球や月とは異なり、イオの主要な熱源は潮汐散逸であり、これはエウロパとガニメデとの軌道共鳴の結果である。この加熱は、イオの木星からの距離、軌道離心率、内部組成と物理的な状態に依存する。エウロパとガニメデとのラプラス共鳴は、イオの軌道が潮汐散逸によって完全に円軌道化されるのを防ぎ、軌道離心率の値を維持している。この共鳴はイオと木星の距離を維持するのも助けている。共鳴が存在しなければ、イオにはたらく木星の潮汐力によってイオは徐々に外側に移動してしまうであろう。イオの潮汐バルジの垂直方向長さはイオが近点と遠点にいる時では最大で 100 m ほど変化する。この変化する潮汐力によってイオの内部では摩擦や潮汐散逸が発生し、イオの内部に大きな潮汐加熱をもたらし、イオのマントルと核の大部分を溶融させる。共鳴がなかった場合はこの潮汐散逸は軌道離心率を減少させ、円軌道にするようにはたらくことになる。潮汐加熱によって生み出されるエネルギーは、放射性物質の崩壊のみで生み出されるエネルギーの最大で200倍になる。この熱は火山活動という形で解放され、測定されている高い熱輸送を生み出す (全球で (0.6-1.6×1014 W))。イオの軌道モデルは、イオ内部での潮汐加熱の量は時間と共に変化していることを示唆している。しかし現在の潮汐散逸の量は観測されている熱流量とは矛盾しない。潮汐加熱と対流のモデルでは、潮汐エネルギー散逸と地表へのマントル対流の熱を同時に説明できるような、衛星の粘性分布を見つけることが出来ていない。
木星とその衛星エウロパからの引力による潮汐加熱がイオに見られる多くの火山の熱源になっているという点については広く受け入れられているものの、火山は潮汐加熱で予測される位置には存在しておらず、東に 30〜60° ずれている。Tyler らによる2015年の論文では、この東へのずれは地下にある溶けた岩石の海によって引き起こされている可能性が示唆された。このマグマの動きが、マグマの粘度による摩擦を介してさらなる熱を生成する。論文の著者らは、この地下の海は溶けた岩石と固体の岩石の混合物であると考えている。
太陽系内の他の衛星も潮汐加熱を受けており、同様に地下のマグマや水の海の摩擦を介して熱を生成していると思われる。内部海で熱を生み出すことのできるこのメカニズムは、エウロパやエンケラドゥスのような天体における生命の可能性を高めると考えられる。

### 表面

イオの表面

太古からの月や火星、水星の表面についての経験に基づき、科学者はボイジャー1号の観測でイオの表面にも多数の衝突クレーターが発見されると期待していた。イオの表面のクレーター密度からは、イオの年齢についての情報を得ることができる。しかし実際の表面は衝突クレーターがほとんど完全に見られず、代わりに見られたのは高い山が点在する滑らかな平原、様々な形や大きさをした穴、火山性の溶岩流で覆われた表面であり、科学者たちは驚かされた。それまでに観測されていたほとんどの天体と比較すると、イオの表面は多様な硫黄化合物からなる色彩に富んだ物質によって覆われており、その見た目は腐ったオレンジやピザと比較された。クレーターがほとんど存在しないということは、イオの表面は地球と同様に地質学的に若いということを意味している。つまり、クレーターが形成されるそばから火山物質が埋めてしまうのである。この結果は、ボイジャー1号によって少なくとも9つの活火山が観測されたことにより、見事に確認された。

#### 表面組成
イオの色彩豊かな見た目は、その大規模な火山活動による輝石などの珪酸塩岩石、硫黄、二酸化硫黄などの物質の堆積の結果である。二酸化硫黄からなる霜はイオの表面に普遍的に存在しており、白や灰色で覆われた広大な領域を形成している。硫黄も同様にイオの大部分で見られ、黄色や黄緑色の領域を形成している。中緯度や極域に堆積した硫黄はしばしば放射線によって損傷され、通常は安定な八硫黄を破壊する。これによりイオの赤茶色の極域の模様が生成される。

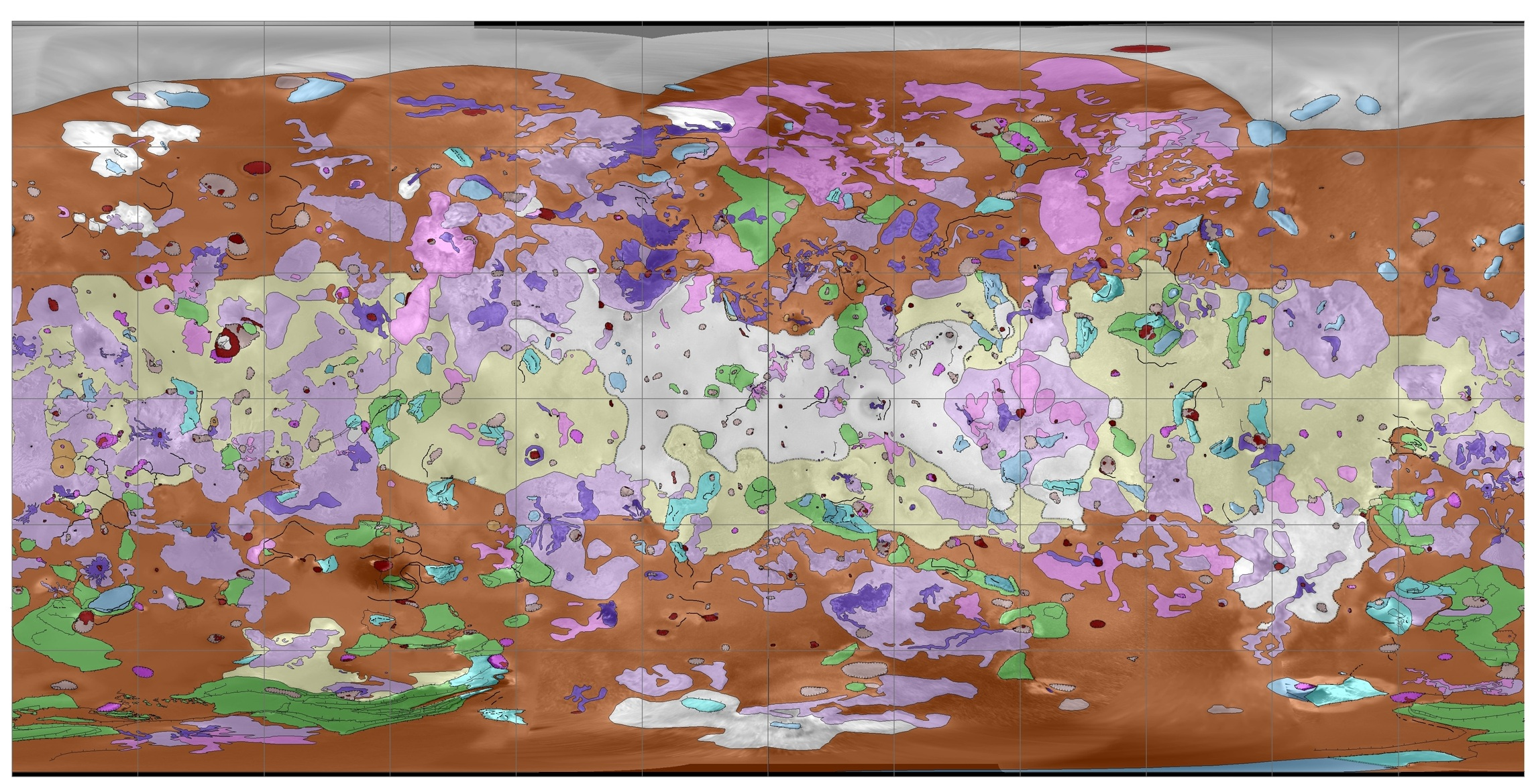
イオの地質図

爆発的な火山活動はしばしば傘状の噴煙を作り、表面を硫黄や珪酸塩を含む物質で彩る。イオ表面に堆積する噴煙は、噴煙中に存在する硫黄と二酸化硫黄の量に依存して赤や白を示す。一般的に、脱ガスする溶岩からの火口で形成される噴煙は大量の S2 を含んでおり、赤い扇状の堆積物を残す。あるいは極端な場合は、しばしば中央火口から 450 km にも達するような大きな赤いリングを形成する。赤いリングの噴煙堆積物の顕著な例はペレ火山に見られる。この赤い堆積物は主に三鎖と四鎖の硫黄分子、二酸化硫黄からなっており、あるいは塩化スルフリルも含んでいる可能性がある。珪酸塩岩石の溶岩流の縁に形成された噴煙は、溶岩と既存の硫黄・二酸化硫黄の堆積物との相互作用によって白か灰色の堆積物を生成する。
イオの組成の地図とイオが高い密度を持つという事実から、イオは微量の水しか含んでいないか、あるいは水を含まない組成であることが示唆される。ただし氷や含水鉱物の小さな穴は暫定的に発見されており、代表的なものはギシュ・バル火口の北西斜面に存在している。イオは太陽系の既知の天体の中では最も水の含有量が少ない天体である。この水の少なさは、木星は太陽系の形成と進化の初期段階ではイオ付近から揮発性物質を失わせるのに十分な高温であったが、さらに遠方まで失わせることは出来なかったことが原因であると考えられる。

#### 火山活動

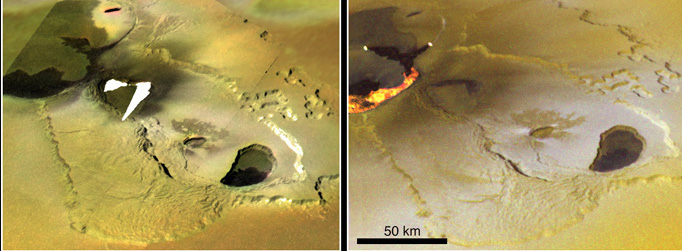
火山領域トゥワシュトラ火口の活発な溶岩流 (空白の領域は元データにおいて飽和している部分)。画像はガリレオ探査機によって1999年11月と2000年2月に撮影された。

強制されたイオの軌道離心率によって生み出される潮汐加熱により、イオは数百もの火山と広大な溶岩流を持った、太陽系の中でも最も火山活動が活発な天体となっている。大きな噴火の最中は、溶岩流は数十 km から数百 km に達することもあり、この溶岩はマグネシウムが豊富な苦鉄質や超苦鉄質岩を含む玄武岩からなる。この活動の副産物として、硫黄、二酸化硫黄ガスと灰のような火山砕屑岩が宇宙空間に最大で 200 km の高さにまで吹き上げられる。これにより傘状の噴煙が生成され、周囲の地形を赤や黒、白で彩られ、イオの不完全な大気や木星の磁気圏に物質が供給されている。
イオの表面は "paterae" として知られる火山性凹地が点在しており、その凹地は一般的には平坦な底部と、それを区切る急な壁から成り立っている。この地形は地球におけるカルデラに似ているが、地球のものと同様に空洞になったマグマ溜りが陥没することで形成されているのかどうかは分かっていない。ある仮説では、これらの地形は火山の土台部分が露出することによって形成され、上にあった物質は吹き飛ばされたか土台と一体化したかのどちらかであるとしている。この過程の様々な段階の paterae は、チャク・カマシュトリ領域 (Chaac-Camaxtli region) のガリレオ探査機を用いて観測されている。地球と火星における同様の地形とは異なり、これらの凹地は一般に楯状火山の頂上には見られず、また平均直径が 41 km と大きなサイズを持つ。最も大きなものは直径 202 km のロキ火口 (Loki Patera) である。ロキ火口はイオで最も強力な火山であり、イオ全体の熱出力に対して平均で 25% の割合を占めている。形成メカニズムがなんであれ、多くの火口の形態と分布はこれらの地形は構造的に制御されていることを示唆し、少なくとも半分は断層や山によって区切られている。これらの地形はしばしば火山噴火の場所となり、ギシュ・バル火口 (Gish Bar Patera) で2001年に見られた噴火のような paterae の底部を広がるような溶岩流を発生させたり、あるいは溶岩湖を形成したりする。イオの溶岩湖には、ペレ火口のように常に溶岩の外皮が入れ替わっているものや、ロキ火口のように散発的に入れ替わっているものがある。

ニュー・ホライズンズが撮影した画像では、イオのトゥワシュトラ火口から高さ 330 km にまで噴出する物質が発見された。

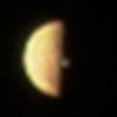
ジュノーが2018年12月21日に撮影した、明暗境界線付近の噴煙。

溶岩流はイオの別の火山性地形も生み出す。火口の噴出孔から表面に噴出したマグマや割れ目から平原に流出したマグマは、ハワイのキラウエア火山で見られるような膨張し混合した溶岩流を生み出す。ガリレオ探査機が撮影した画像で、プロメテウス (Prometheus) 火山やアミラニ (Amirani) 火山で発生しているようなイオの大きな溶岩流の大部分は、古い溶岩流の上における小さな溶岩の流出によって生成されていることが明らかになっている。大きな溶岩流の発生もイオで観測されている。例えばプロメテウス火山の溶岩流の最先端は、1979年のボイジャーの観測と1996年のガリレオの初めての観測の間で 75〜95 km 移動している。1997年に発生した大噴火では面積にして 3500 km2 もの新鮮な溶岩が噴出し、隣接するピッラン火口の底部が溶岩で氾濫した。
ボイジャーの画像の分析から、科学者たちはこれらの溶岩流は主に様々な溶融した硫黄化合物からなると考えた。しかし、その後の地上からの赤外線観測とガリレオ探査機による測定では、これらの溶岩流は苦鉄質や超苦鉄質岩を含む玄武岩が主成分であることが示唆された。この仮説はイオの「ホットスポット」と呼ばれる熱放射をしている場所における温度測定の結果に基づいている。それによると、ホットスポットの温度は少なくとも 1300 K であり、場所によっては 1600 K に達することもある。噴火の温度は初期の推定では 2000 K に達することが示唆されていたが、これは後に温度モデルに誤った熱モデルを用いたことによる過大評価であることが示された。
ペレ火口とロキ火口での噴煙の発見は、イオが地質学的に活発であることを示した初めてのサインであった。一般的にこれらの噴煙は、イオの火山から硫黄や二酸化硫黄のような揮発性物質が上空へ向かって 1 km/s に達する速度で噴出された時に形成され、ガスと塵による傘状の雲を形成する。これらの火山の噴煙中に発見される可能性のある物質として、ナトリウム、カリウムや塩素がある。これらの噴煙は、2つの可能性のうち1つの方法で形成されるように思われる。ペレ火口から噴出しているようなイオの最大級の噴煙は、溶解した硫黄と二酸化硫黄ガスが火山の噴出孔や溶岩湖から噴出するマグマから解放される際に発生し、しばしば珪酸塩の火山砕屑物が共に引きずられて噴出する。これらの噴煙は短鎖硫黄による赤と珪酸塩の火山砕屑物による黒の堆積物を表面に形成する。このようにして発生した噴煙はイオで観測された最大級のものになり、直径 1000 km を超える赤いリング状の模様を形成する。この形態の噴煙は、例えばペレ火口、トゥワシュトラ火口、ダジボーグ火口 (Dazhbog Patera) で見られる。別の形態の噴煙は、侵入する溶岩流がその下にある二酸化硫黄の霜を蒸発させた時に発生し、硫黄を上空へ送り出す。この形態の噴煙は、しばしば二酸化硫黄からなる明るい円状の堆積物を生成する。これらの噴煙の高度は 100 km を下回るものが多く、イオにおいて最も長寿命の噴煙である。プロメテウス火山、アミラニ火山、マスビ (Masubi) 火山で見られる噴煙がこの例である。噴出した硫黄化合物は、イオの上部地殻からリソスフェアのより深いところでの硫黄溶解度が減少するところに濃集しており、ホットスポットの噴火様式を決定する要因となる。

#### 山地

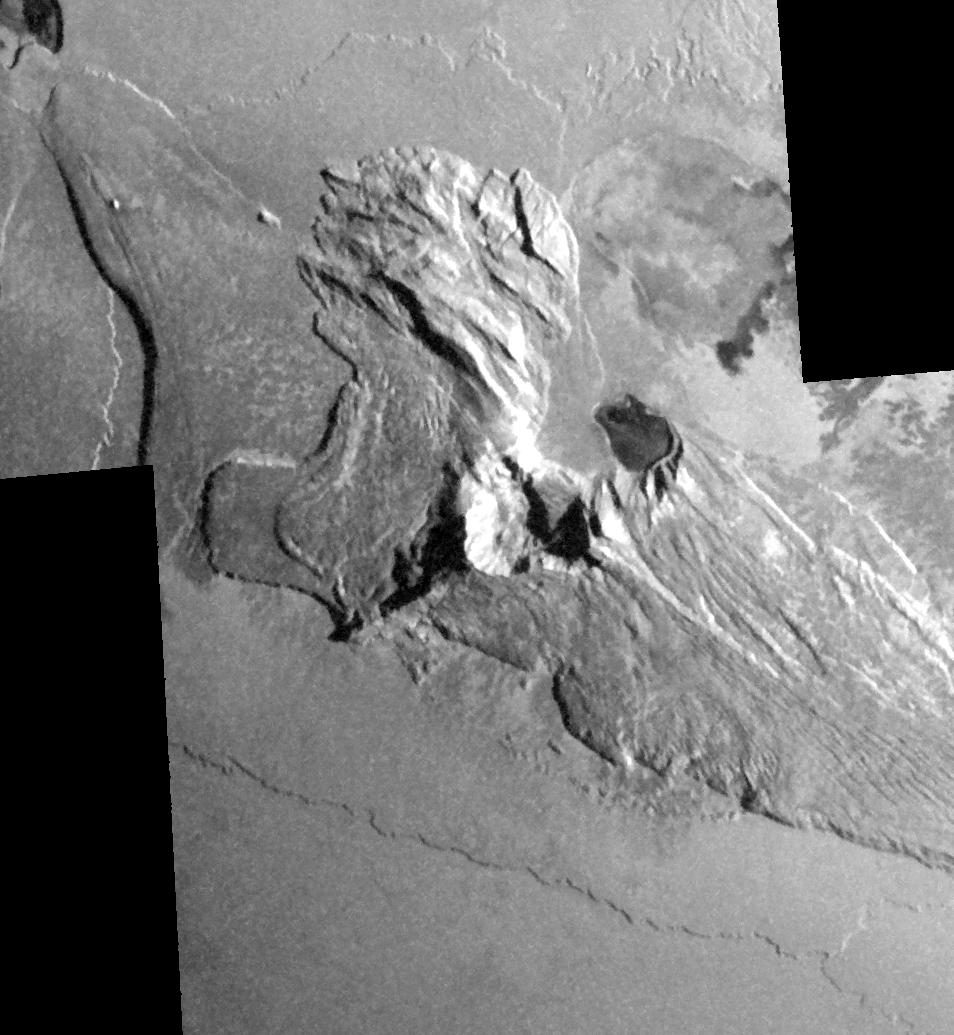
ガリレオによる、高さ 5.4 km の トヒル山 (Tohil Mons) のグレースケール画像。

イオは100から150の山を持つ。これらの構造は、高さは平均で 6 km、最も高いものはボオサウレ山脈 (Boösaule Montes) の南の 17.5 ± 1.5 である。山地はしばしば長く連なり、平均で 157 km の長さに達する。また地球で見られるものとは異なり、全球的なテクトニクスの特徴は見られず孤立した構造をしている。これらの山地の途方もない地形を支えるためには、硫黄ではなく主に珪酸塩岩石からなる組成が必要である。
イオに独特な外観を与えている大規模な火山活動があるにも関わらず、山地のほとんど全てはテクトニックな構造をしており、火山によって形成されたものではない。そのかわりに、イオの大部分の山地はリソスフェア底部における圧縮応力の結果として形成されたものであり、衝上断層によってイオの地殻の塊を隆起させ傾けている。山地の形成を起こす圧縮応力は、火山物質の継続的な埋没による地盤沈下の結果として発生する。山地の全球的な分布は、火山構造の分布とは対照的である。つまり、山地は火山が少ない領域に多く、逆に火山は山地が少ない領域に多い。このことは、イオのリソスフェアの大規模な領域で、山地の形成を起こす圧縮と、火口を形成する伸張が支配的であることを示唆している。しかし局所的には山地と火口が互いに隣接している場合もあり、マグマはしばしば地表に到達するために山地の形成中に生まれた断層を通って噴出していることを示唆している。
イオの山地 (周囲の平原から盛り上がっている構造を指す) は、様々な形態を見せる。台地がもっとも一般的な形態である。これらの構造は、起伏の大きな表面を持つ、大きく頂上が平坦なメサに似ている。他の山地は傾斜した地殻の塊のように見え、かつては平らな表面であった緩やかな斜面と、圧縮応力によって隆起したかつての地下の物質からなる急斜面を伴う。どちらの形態の山地も、しばしば1つ以上の縁に沿って急な断崖を持っている。山地のうち火山活動に起源を持つものはごく一部である。このようなタイプの山地は小規模な楯状火山に似ており、中央の小さいカルデラの付近の急斜面 (6〜7°) と、縁に沿った緩やかな斜面を持つ。これらの火山性の山地はイオにおける平均的な山地よりも小さいものが多く、平均の高さはわずか 1〜2 km、幅は 40〜60 km である。さらに緩やかな斜面を持つその他の楯状火山の存在がいくつかのイオの火山の形態から推論されており、その例がラー火口 (Ra Patera) のような中央の火口から薄い溶岩流が流出している地形である。
ほとんど全ての山地は劣化している段階にあるように思われる。イオの山地の基盤部分では大規模な地すべり堆積物が広範に見られており、物質移動が山地の劣化の主要な形態であることを示唆している。イオのメサと台地では波打った形状の縁が一般的に見られ、これはイオの地殻からの二酸化硫黄による掘り起こし (sapping) により、山地の縁に沿って脆弱な領域が出来ているためである。

## 大気

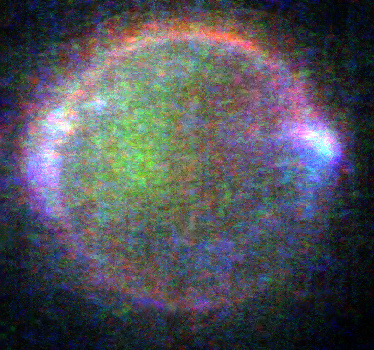
イオの高層大気でのオーロラの発光。色の違いは大気の異なる成分からの放射を表している (緑はナトリウム、赤は酸素、青は二酸化硫黄などの火山ガスからの放射)。画像はイオが食の最中に撮影されたものである。

イオは極めて薄い大気を持っている。主成分は二酸化硫黄 (SO2) で、微量成分として一酸化硫黄 (SO)、塩化ナトリウム (NaCl)、硫黄原子と酸素を含む。大気は、一日の時間や緯度、火山活動、表面の霜の存在量によって密度と温度が共に大きく変化する。イオにおける大気圧の最大値は 3.3×10−5〜3×10−4 Pa であり、空間的にはイオの木星の反対側の半球と赤道に沿った領域、時間的には表面の霜の温度が最も高くなる昼下がりが最も大気圧が大きい。火山の噴煙における局所的な最大値も見られ、これは 5×10−4〜4×10−3 Pa になる。イオの大気圧はイオの夜面で最も低くなり、0.1×10−7〜1×10−7 Pa にまで低下する。
イオの大気温度の範囲は、低いものでは二酸化硫黄が表面の霜と蒸気圧平衡になる温度から、高いものでは大気高層で大気密度が低く、イオのプラズマトーラスからの加熱とイオの磁束管からのジュール加熱によって 1800 K に達するような場合まで様々である。この低圧の影響で、夜側では大気の影響は表面付近に限定される。ただし霜の多い領域から少ない領域へ二酸化硫黄が一時的に再分配される場合や、噴煙の物質が昼側の厚い大気に再突入した際の噴煙堆積物のサイズの拡大は例外である。イオの大気は非常に薄いため、イオを探査するための将来のあらゆる着陸機はエアロシェル型の熱シールドに入れる必要は無いが、そのかわりに軟着陸するためには逆噴射スラスタが必要である。また放射線を減衰させる厚い大気が無いため、着陸機は強い木星放射線に耐えられるような頑丈さが必要とされる。
イオの大気中のガスは木星の磁気圏によってはぎ取られ、イオを取り囲む中性粒子の雲へと散逸するか、またはイオの軌道上にあるが木星の磁気圏と共回転するイオン化された粒子の環であるイオのプラズマトーラスへと散逸する。このプロセスによって1秒あたりおよそ1トンもの大気がイオから持ち去られているため、大気は常に補充されているはずである。二酸化硫黄の最も重要な起源は火山の噴煙であり、平均で1秒あたり ×104 kg もの二酸化硫黄を大気中に放出するが、その大部分は再び表面に凝縮する。イオの大気中の二酸化硫黄の大部分は、表面に凍りついた二酸化硫黄の太陽光による昇華によって維持されている。昼側の大気の大部分は、表面が最も暖かく最も活動的な火山の噴煙が存在する、赤道から 40° 以内に限られている。大気の大部分が昇華によって生み出されているという考えは、二酸化硫黄の霜が最も多い木星の反対側の半球でイオの大気が最も高密度になるという観測事実と一致し、またイオが太陽に近いほど密度が高いという観測事実とも一致する。しかし火山の噴出孔付近で観測された最も高い大気密度を説明するためには、火山の噴煙からの寄与も必要である。
大気中の二酸化硫黄の密度は表面温度と直接関係しているため、夜の間、もしくはイオが木星の影に入っている間は、イオの大気は部分的に崩壊する (柱密度が ~80% 減少する)。木星による日食の際の大気崩壊は、大気下部に一酸化硫黄の拡散層が形成されることによっていくらか抑えられるものの、イオの夜側での大気圧はイオでの南中過ぎにおける最大気圧時よりも2〜4桁も小さくなる。塩化ナトリウム、一酸化硫黄、酸素原子や硫黄原子といったイオの大気の微量成分の起源は、火山の脱ガス、太陽の紫外線放射による二酸化硫黄の光解離や化学分解、木星の磁気圏からの荷電粒子による表面堆積物のスパッタリングである。
様々な科学者によって、イオが木星の影を通過する際にイオの大気が表面に凝華するという仮説が提唱されてきた。これの証拠は「食後の増光」であり、食の直後は表面が霜で覆われているために衛星がわずかに明るく見えるというものである。およそ15分で明るさは通常時に戻るが、これは昇華によって霜が消失したためと考えられる。食直後の増光は、地上望遠鏡からの観測の他に、カッシーニに搭載された機器を用いて近赤外線波長でも観測された。2013年にはジェミニ天文台での観測によって、木星による食の最中の二酸化硫黄大気の崩壊と、食の直後の大気の再形成が直接測定され、この現象の存在がさらに支持されることとなった。
イオが木星による食を経験している最中の高分解能の撮像観測から、オーロラ状の発光の存在が明らかになっている。地球でのオーロラと同様に大気に粒子放射線が衝突することによって発生しているが、イオの場合は荷電粒子は太陽風起源ではなく木星の磁場から来たものである。オーロラは通常惑星の磁極周辺で発生するが、イオのオーロラの場合は赤道周辺が最も明るい。イオは自身の固有磁場を持っていない。そのため、木星の磁場に沿って移動する電子はイオの大気に直接衝突する。磁力線がイオに垂直になる場所 (つまり赤道付近) ではイオの大気を電子が通過する経路が最も長くなるためより多くの電子が大気に衝突し、最も明るいオーロラを生み出す。イオと磁力線が垂直に交わる部分で発生するオーロラは、木星の傾いた磁気双極子の向きが変化するのに伴って揺れ動くのが観測されている。イオの周縁に沿った酸素原子からの微かなオーロラ (右図の赤い発光) と、イオの夜側でのナトリウム原子によるオーロラ (同じ図の緑の発光) も同じく観測されている。